# Trebeliano
Trebeliano (em latim: Trebellianus) foi usurpador romano contra o imperador Galiano (r. 253–268), um dos Trinta Tiranos da História Augusta. Provavelmente foi inventado.

## História
Trebeliano era um bandoleiro da Cilícia que chamava seu castelo nos confins das montanhas da Isáuria de Palácio, o mesmo nome do palácio imperial no monte Palatino de Roma. Ele também criou uma casa da moeda e se auto-proclamou imperador. Porém, depois de ser convencido a sair de sua fortaleza até a planície abaixo, foi derrotado e morto por Camsisoleu, um duque egípcio de Galiano. Trebeliano aparece também no Breviário (ix.8) de Eutrópio numa passagem que acredita-se ser uma interpolação posterior ou um erro (o artigo seria sobre Regaliano); a interpolação teria sido inspirada na vida registrada na História Augusta. Como Celso e Saturnino, outros dois usurpadores citados na História Augusta como os Trinta Tiranos, Trebeliano provavelmente é uma personagem ficcional.